# Poecilia wingei
Poecilia wingei és un peix de la família dels pecílids i de l'ordre dels ciprinodontiformes.

## Morfologia
Les femelles poden assolir els 2 cm de longitud total.

## Distribució geogràfica
Es troba a Sud-amèrica: Veneçuela.